# Pteropelyx
Pteropelyx byl rod velkého hadrosauridního dinosaura, který žil koncem období křídy, asi před 75 miliony let, na území dnešní Montany ve Spojených státech amerických (souvrství Judith River).

## Historie a popis
Zkameněliny tohoto dinosaura objevil v sedimentech souvrství Judith River (v lokalitě zvané Cow Island) paleontolog Edward Drinker Cope, který také dinosaura v roce 1889 formálně popsal. Holotypem je kostra bez lebky, takže její přesné určení je dnes nejisté a jedná se o nomen dubium (pochybné jméno). Ve skutečnosti se možná jedná o jedince rodu Corythosaurus. Také další fosilie, které byly dříve přiřazeny rodu Pteropelyx, zřejmě patří jiným známějším rodům hadrosauridů, jakým je Lambeosaurus nebo Gryposaurus. V každém případě šlo o velkého býložravého dinosaura s délkou kolem 9 metrů a hmotností až 3 tuny.
Stejným dinosaurem mohl být i původce fosilií, popsaných roku 1856 jako Trachodon mirabilis.